# Leif Ove Andsnes
Leif Ove Andsnes, né le 7 avril 1970 à Karmøy, est un pianiste norvégien.

## Biographie
Il étudie le piano au Conservatoire de musique de Bergen avec Jiří Hlinka, puis en Belgique auprès de Jacques de Tiège.
Il se produit pour la première fois en 1989 au festival d'Édimbourg avec l'Orchestre philharmonique d'Oslo avant de gagner une notoriété internationale.
En plus de donner des récitals partout dans le monde, il signe de nombreux enregistrements pour EMI Classics, Virgin Classics et Sony Classical Records, notamment des œuvres d'Edvard Grieg, Robert Schumann et Frédéric Chopin, des lieder de Franz Schubert avec Ian Bostridge, des sonates de Schubert et de Leoš Janáček, les sonates de piano et violon de Béla Bartók avec Christian Tetzlaff.
Il a aussi enregistré des concertos de Mozart et de Haydn avec l'Orchestre de chambre norvégien, les concertos de Rachmaninov avec Paavo Berglund et Antonio Pappano, le deuxième concerto de Béla Bartók avec Pierre Boulez. Il a joué comme soliste et dirigé du piano l'intégrale des cinq concertos de Beethoven avec l'Orchestre de chambre Mahler.
En 2004-2005, il donne sept récitals au Carnegie Hall de New York.
En 2007, il reçoit le prix Peer Gynt, décerné par le Parlement de Norvège.
En 2009, il joue les Tableaux d'une exposition de Moussorgski au Lincoln Center à New York, accompagné par des animations vidéo de l’artiste sud-africain Robin Rhode.

## Distinctions

### Décoration
- Commandeur de l'ordre de Saint-Olaf (2002)

### Titres honorifiques
- Docteur honoris causa de la Juilliard School de New York (2016)
- Docteur honoris causa de l'université de Bergen (2017)